# 1970 في سوريا
فيما يلي قوائم الأحداث التي وقعت خلال عام 1970 في سوريا.

## سياسة

### تعيين في المنصب
- 21 نوفمبر – حافظ الأسد رئيس وزراء سوريا.

## مواليد

### يناير
- 1 يناير – أكثم سليمان صحفي سوري.
- 1 يناير – حازم حربا لاعب كرة قدم سوري.
- 1 يناير – دينا خطابي عالِمة حاسوب من الولايات المتحدة الأمريكية.
- 1 يناير – رجاء مخلوف مصممة أزياء سورية.
- 1 يناير – زهران علوش قائد جيش الإسلام (المعارضة السورية في الغوطة).
- 1 يناير – عمار الشمالي لاعب كرة قدم سوري.
- 1 يناير – فارس البيوش
- 1 يناير – ماهر عرار ناشط حقوقي سوري.[1]
- 1 يناير – يحيى الكفري ممثل سوري.
- 1 يناير – يوسف الجادر مُعارض سوري وَأحد قياديي الجيش الحر.

### أبريل
- 9 أبريل – أيمن رضا ممثل سوري.

### مايو
- 17 مايو – فدوى سليمان ممثلة وكاتبة سورية.

### يونيو
- 10 يونيو – سهيل الحسن ضابط عسكري سوري.

### أغسطس
- 18 أغسطس – سمر يزبك كاتبة سورية.

### أكتوبر
- 8 أكتوبر – رندة قسيس سياسية سورية.[2]

## وفيات

### مارس
- 27 مارس – فتح الله الصقال (مواليد 1898)